# William Holden (Politiker)

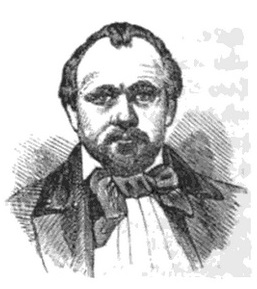
William Holden

William Holden († nach 1882) war ein US-amerikanischer Politiker. Zwischen 1867 und 1871 war er Vizegouverneur des Bundesstaates Kalifornien.

## Werdegang
Die Lebensdaten von William Holden sind nicht überliefert. Seit dem 4. März 1850 war er in Kalifornien ansässig. Er hatte zuvor aus Missouri kommend die Prärien und die Rocky Mountains überquert. Zwei Jahre lang arbeitete er in Mariposa in den dortigen Bergwerken. Dann ließ er sich im Stanislaus County nieder. Politisch schloss er sich der Demokratischen Partei an. Zwischen 1857 und 1883 war er mehrfach Abgeordneter in der California State Assembly. Zwischenzeitlich gehörte er auch dem Staatssenat an. Im Jahr 1863 wurde er für 18 Monate Bezirksrichter im Mendocino County.
1866 wurde Holden an der Seite von Henry Huntly Haight zum Vizegouverneur von Kalifornien gewählt. Dieses Amt bekleidete er zwischen 1867 und 1871. Dabei war er Stellvertreter des Gouverneurs und Vorsitzender des Staatssenats. Während dieser Zeit brachte er zahlreiche Gesetzesvorlagen ein. Er reformierte auch die Katasterbehörde seines Staates. Nach dem Ende seiner Zeit als Vizegouverneur setzte er seine politische Laufbahn fort. Von 1881 bis 1883 war er letztmals Mitglied der State Assembly. Danach verliert sich seine Spur.